# Thamnophilus bernardi
Thamnophilus bernardi é uma espécie de ave pertencente à família dos tamnofilídeos. Pode ser encontrada no Equador e no Peru.
Seu nome popular em língua inglesa é "Collared antshrike".